# Kémer
Kémer (románul: Camăr) falu Romániában, Szilágy megyében.

## Fekvése
Szilágy megyében, Szilágysomlyótól északnyugatra, Kárásztelek, Zoványfürdő és Lecsmér között fekvő település.

## Története
Kémer nevét az oklevelek 1320-1321-ben említették először Kemer néven.
1335-ben Kemur, 1349-ben Kemer, 1477-ben Kémer, 1546-ban Kemyr néven írták nevét. 
Kémer már az 1400-as években népes hely volt, s Hunyadiak korában már mezőváros volt, ahol minden csütörtökön hetivásárt is tartottak és országos vásártartási joggal is rendelkezett. Az országos vásártartási jog kiváltságát Hunyadi János kormányzótól kapta: minden húsvét nyolcadnapjára.
1477-ben a település birtokosai a Kémeri család tagjai voltak: Kémeri György unokái. A Kémeri családé volt még 1532-ben is, mikor kémeri Kémeri János leányai a maguk és testvéreik itteni részbirtokát eladták Báthory István erdélyi fejedelemnek.
1532 után a Báthori-családé volt, majd később Rákóczi birtok. 
1608-ban Báthori Gábor fejedelemé, aki Kisdobszai Dániel szilágysomlyói református lelkésznek adományozta. Később Rákóczi birtok volt, majd a Kincstáré lett.
1663-ban I. Apafi Mihály Kémer községben adományozott nemességet Mihálynak és Miklósnak, vitézségük elismeréseként.
Miklós (Mikó) leszármazottai a Kémeri Mikó (Kémeri-Mikó) család, ma is élő tagjai.
1771-ben a kincstártól Cserei Farkas udvari tanácsos kapta.
A trianoni béke diktátum előtt Szilágy vármegye Szilágysomlyói járásához tartozott.
1910-ben 2782 lakosa volt, ebből 2581 magyar (92,77%), 148 oláh (5,32%), egyéb nemzetiségű 53 (1,91%).
2002-ben 1899 lakost számoltak össze, melyből 1742 magyar nemzetiségű.

## Felekezetek

### Református egyház

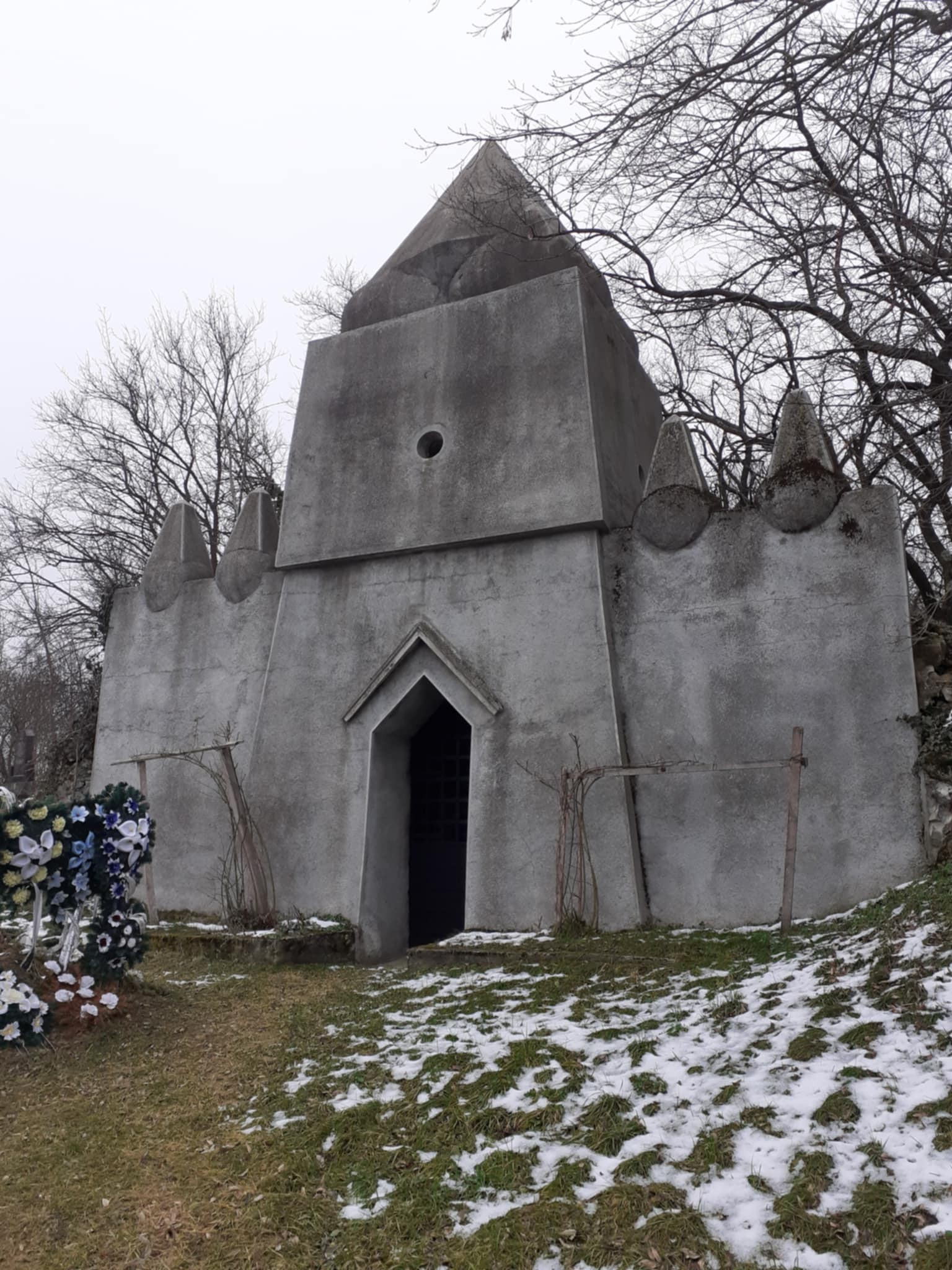
A Meleg család sírboltja

A középkor idején Kémer a római katolikus Res Publica Christiana részét képezhette. István király által, egy, az 1009-ben alapított Erdélyi Püspökséghez, s a Krasznai Főesperességhez tartozott a település. 
	A helyi egyházakban általában a plébános (parochus) végezte a liturgikus feladatokat és a lelkigondozást. A falusi papok jobbágyok köréből származtak, feltehetőleg Kémeren is így lehetett. A plébánost a káplán segítette munkájában. 
	Hogy kik álltak a helyi katolikus plébánia élén, kevés adatot szolgáltatnak a középkori feljegyzések. Az bizonyos, hogy 1455-ben egy Kelemen nevű plébános szolgált a faluban.  A fennmaradt jegyzőkönyvek egy jobbágy esetéről is tudósítanak. 1459-ben egy zoványi jobbágyot a plébániánál megvernek. További adatok a korabeli papságról nem állnak rendelkezésre.
	A XVI. század első felében rohamosan gyengülni kezd a katolikus egyház. Luther erőteljesen fellép a katolikus egyház ellen. Tanai hamar talajra találnak Magyarország területén még Mohács előtt. A nemesség körén kívül, a főurak környezetében is megjelent a reformáció. Rövid idő alatt az ágostai (lutheránus) és a helvét tanok (kálvinista) gyorsan elterjedtek, különösen a Tiszántúlon. Az anyanyelvi prédikáció, melyet maga a reformáció szorgalmazott, elősegítette a reformáció terjedését. Ez volt a reformáció egyik célkitűzése is egyben. A laikusok értsék, ami az istentiszteleti liturgia keretében történik. Anyanyelvükön hallgassák az igét. 
	A Tiszántúlon, melynek Kémer is részét képezte, a reformátorok falvakat járva terjesztették a reformáció tanait. Így juthatott el a Szilágyságba és Kémerre is a reformáció. A hagyomány szerint Ippi Bertalan jelentős szerepet játszott a reformáció terjesztésében Kémeren és környékén. Ippi Bertalan kapcsolatban állhatott Méliusszal, a debreceni püspökkel, ki ebben a régióban végezte térítő munkáját. 
	Amint már korábban említettük, az anyanyelven történt prédikáció, nagyban segítette a reformáció terjedését. Hasonlóan a nyomtatás is ezt a célt kívánta szolgálni (ld. Károlyi Biblia, Szenczi zsoltárfordításai). 
A reformáció korán elterjedt a településen. Valószínű, hogy Kémeren az 1500-as évek végére megalakult a református egyház. Konkrét évszámhoz nem köthető a református egyház megalakulása. 
Voltak próbálkozások a katolikus egyház részéről, hogy visszanyerje híveit, viszont próbálkozásaik kudarcba fulladtak. Erdélyben kevésbé léptek fel a protestánsok ellen, s nem vették üldözésbe őket a Magyar Királysággal szemben, ahol az ellenreformációs törekvések erőteljesebben hatottak.  
A Tiszántúlon, beleértve Kémert is, a XVI-XVII. századra a református egyház megvetette alapjait. Kémeren, hasonlóan más településhez, a nemesek felkarolták a reformáció ügyét (Bánffyak, Ajtaiak, Bölöniek). A Bánffy család támogatta a helyi református egyházat, főleg orgonaépítéssel. 
	Azután is, hogy Erdély a Habsburgok uralma alatt állt, nem igazán mondható, hogy a plébánosok térítő munkája befolyásolta volna Kémer lakosainak hitét. A Szilágyság területén a XVIII. századra, igencsak kevés hely volt, ahol a lakosság többsége megmaradt a katolikus hitben (Kárásztelek, Szilágysomlyó). 
Régi temploma a Magyarós dombon állt. A templom mellett egy harangláb állhatott, melyet 1642-ben építettek. XVIII. sz-i kataszteri felmérés is bizonyítja ezt a tényt. 1773-ban a templomot bővíteni kezdték. II. József türelmi rendelete megtiltotta az egyházi épületek bővítését. 1774-ben a templomot bezárták. 
1799-ben az egyházi vezetőség jóváhagyta az új templom építését. A templomot nem magaslatra, hanem a falu egyik legalacsonyabb pontjára építették. 1800-ban neki látnak a templom építésének, s 1802-re be is fejezik. Egy írásos emlék -mely a templomban található- rögzíti az építés idejét: ’’Ezen Szent munka kezdődött az 1800. eszt.máj.4. napján, végeződött 1802. esztend. Méltóságos Petrityevity Horváth Zsigmond úr főcúrátorságában.Tiszt. Héczei Pál és tiszt.Kováts Mihály prédikátorságokban, Szőrös Márton és Tóth Péter vicecurátorságokban. Szalárdi Mihály,Tóth Ferencz, Nagy György egyházfiságokban, Zima Mihály főbíróságában az egész kémeri sz.ecclésiának maga költsége által. Áldás, dicséret, tisztesség érette Istennek. Ámen.’’
	A torony alapjának kiásása 1802-ben kezdődött. A 36 m magas torony 1810-ben készült el Reitzemberger György tervei alapján. A tornyot négy zöldre festett ablak és lemezzel borított fedél diszíti. 1877-ben bádogcserét és párkánykiigazítást végeztek. A torony 1947-ben és 1966-ban felújításon esett át. 
	A templom 31,80 x 12,20 m nagyságú, mely 500 hívet is képes volt befogadni. 1868-ban a főhajóhoz hozzá építik a „Kistemplom” -ot. Így 750 férőhelyes lett. 
	A régi orgonát 1802-ben javították, s egy leányegyházközségnek eladták. Az egyház 1818-ban új orgonát vásárolt Johannes Kremmer mestertől. 1882-ben az orgona új klaviaturát kapott. 
1892-ben a nagyszalontai Marcsó József, 1921-ben Kocsis Ferenc javításokat végzett az orgonán. 
1959-ben javításokat végeztek. 
	Harangjai: 1809-es nagyharangot Andraschowski Dániel kolozsvári harangöntő műhelyében öntötték. 1924-ben 160 kg-os kisharangot Hőnig Frigyes, aradi harangöntő műhelyében öntötték . 
1974-ben fűtést vezettek be a templomba. 1980-as években saját készítésű csillárokat kapott.
	A régi templom ügyében 1803-ban született határozat. A Consistorium kimondta a régi templom lebontását. 
1804-ben egy új parókiát építenek, mely 600 rajnai forintba került. 1956-ban a régi parokiális épület egy részét felhasználva a gyülekezet öneréjéből új lelkészi lakot épít. 
2008-ban egy Gyülekezeti Központot építenek, melynek munkálatai 2017-ben érnek véget. 
Jelenleg a helyi gyülekezet 856 lelket számlál. 
Lelkipásztorai: Kereki János (1607-?), Börvei István (1646), Kecskeméthi Miklós (1646-1652), Váradi István, akadémikus (1652-?), Németi István (?), Vetési P. János (?-1654), Böszörményi Mihály (1666-?), Diósgyőri János (1670-?), Szentandrási István (1648?), Veresmarti K. Mátyás (1700 után), Békési Gergely (1719-1732), Zoványi József (1732-1769), Matolcsi Bíró Pál (1737-1739), Zilahi V. Pál (1739-1749), Albisi Tamás (1752-1759), Viski Pál (1754-?), Filep István (1756-1759), Nagybaconi Nagy Sámuel (1759-1789), Zilahi János, káplán (1760-1762), Zabolai István (1791-1794), Héczei Pál (1794-1802), Kováts Mihály (1802-1806), Jánó Sámuel, káplán (1806), Bántó Mihály (1806-1816), Elekes Éneás (1817), Veress György (1817-1842), Kun Károly (1842-1864), Kovács Károly, káplán (1865), Pünkösti Ferenc (1865-1867), Kis Albert (1867), Dombi Lajos (1879-1884), Erőss Lajos, tiszántúli püspök (1884-1886), Vincze Ödön (1886-1901), Varga József (1902-1943), Dénes Dezső, káplán (1943-1945), Máté Lajos (1944-1959), Szatmári Elemér (1959), Szepesi N. István (1960-1961), Kanizsai László (1961-1974), Kabai Ferenc (1974-1978), Pánti László (1978-1981), id. Csűry István (1981-1988), Paniti Zoltán és Eszter (1989-2013), Kánya Zsolt-Attila (2014-).

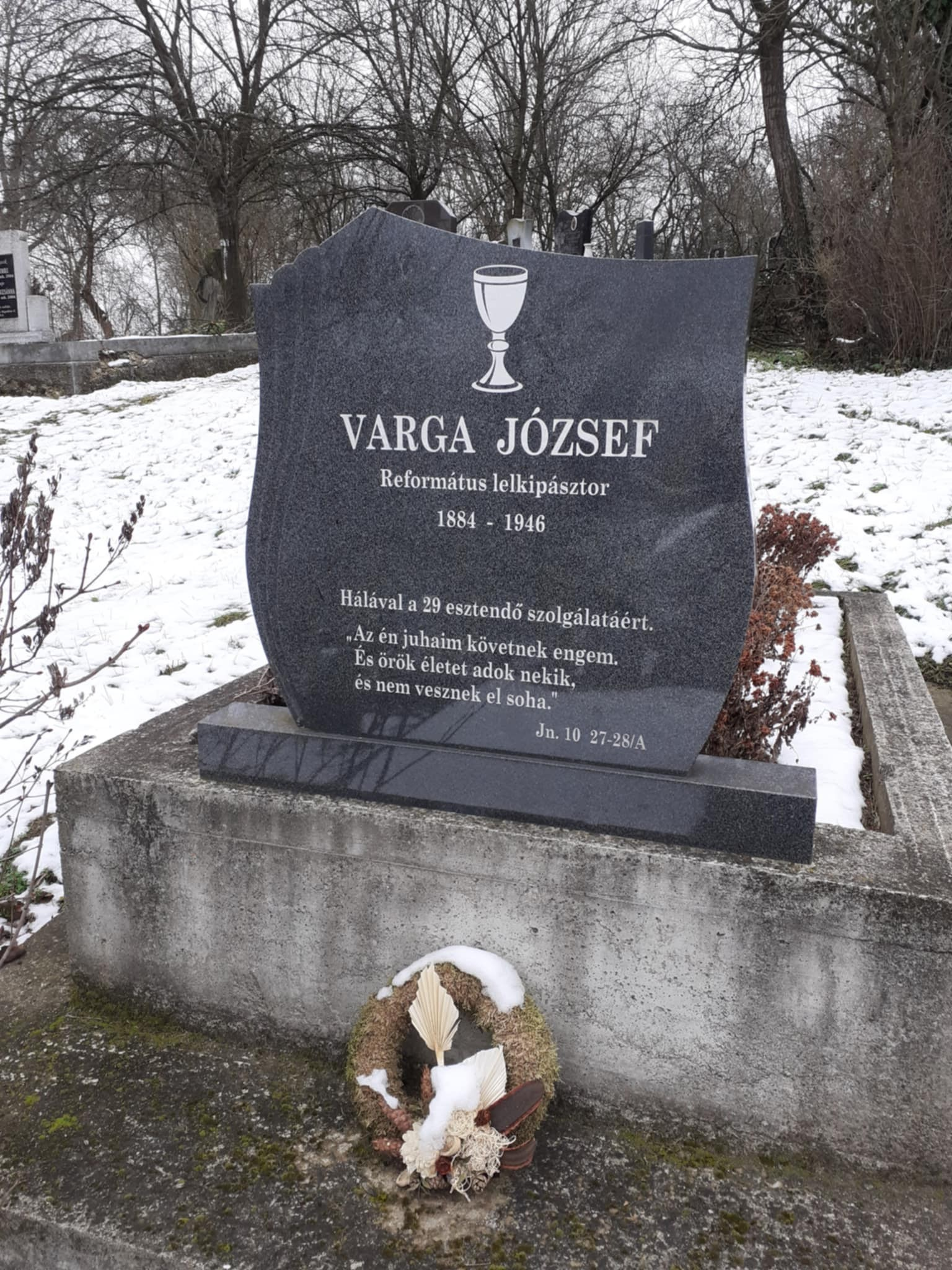
Varga József lelkész sírja

### Görögkatolikus egyház
A XVIII. század elejétől jelennek meg először románok Kémeren. A falu északnyugati részén telepszenek le. Görög keleti vallást követik. 1780-ban Nemes Pécsy Mihály földbirtokos adományozott földet számukra egy fatemplom építéséhez. A kémeri fatemplom puritán jegyeket visel, ikonosztázzal ellátott. 
1935-ben az egyház kinőtte a fatemplomot. Tervben volt egy új templom építése, de a II. világháború kitörése megakadályozta. 1948-ban a görög keleti vallást betiltották, s ennek ellenére a hívek továbbra is gyakorolták hitüket. 
1952-ben született az a határozat, hogy új templomot szeretnének felállítani. 
1954-ben letették az alapkövet. 1958-ra a görög keletiek felállítják az új templomot.  
Pușcaș Tiberiu, somályi ortodox pap 60 éven át szolgálta a kémeri görög filiát. 1993-ban hunyt el. 
1995-től a kémeri filia önálló egyházközséggé alakult. Ez évtől fogva egészen napjainkig a helyi görög keletieket Oltean Vasile pásztorolja. 
2003-ban Virgil Bercea püspök meglátogatta a görög keleti közösséget. Nincs tudomásunk arról, hogy azóta püspök látogatást tett volna a gyülekezetben. 
2009-ben a görög keleti egyházban 111 főt számláltak. 2024-ben 95-100 lelket számlált a helyi egyház. 

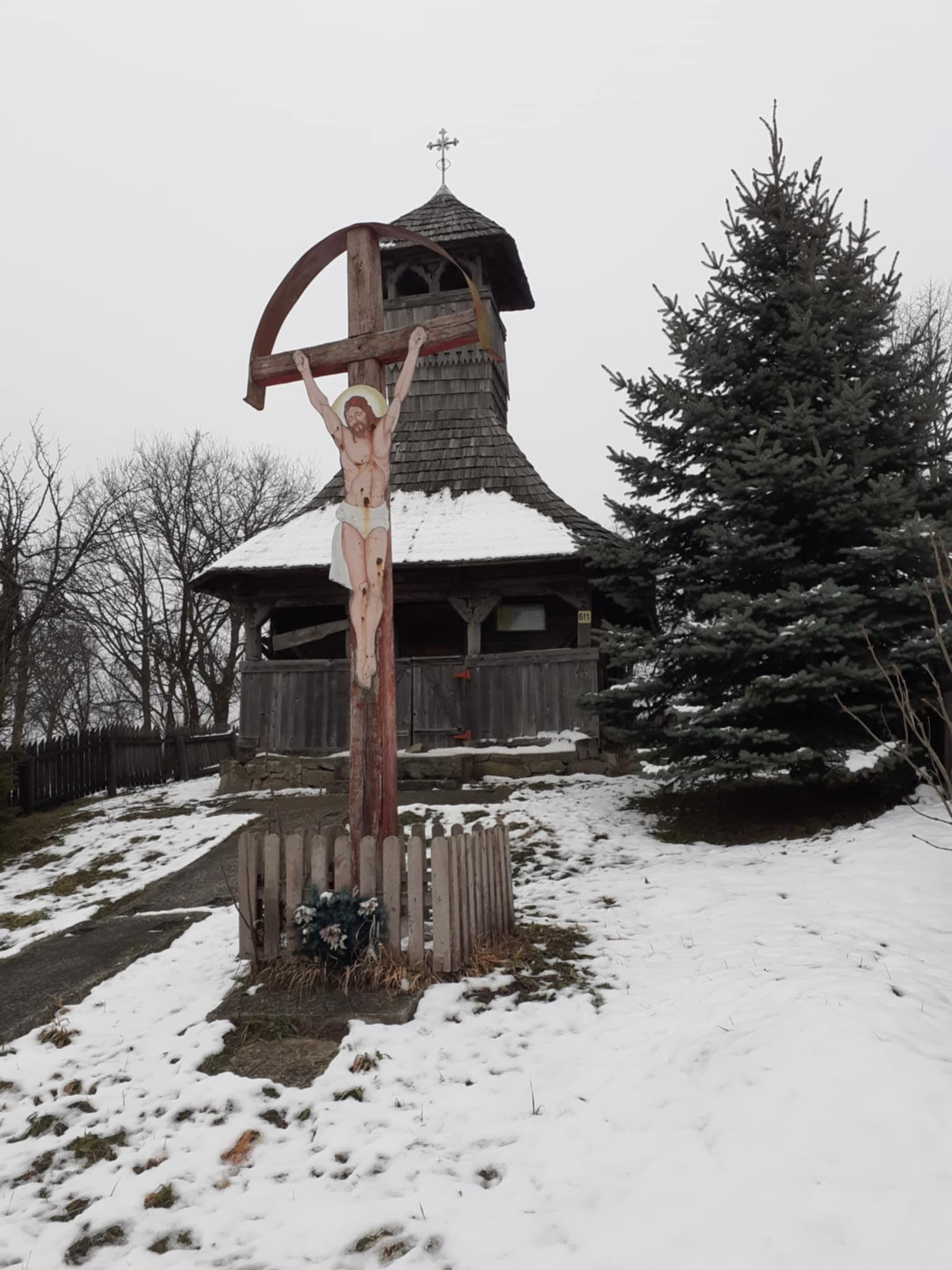
Görögkatolikus fatemplom

### Baptista  egyház[1]
A baptisták eredetüket egészen az anabaptistákhoz vezetik vissza. Az első baptista központ a mai Románia területén Nagyszalonta (1875).
	A baptista tanokat Kornya Mihály “parasztapostol” kezdte terjeszteni. Kezdetben falvakban, később a városokban. A mai Bihar megyében alakultak meg az első baptista gyülekezetek. Innen tovább hirdették az evangéliumot a Szilágyságban. Szilágyság területén az első baptista gyülekezetet Kémeren alapították a XIX. század utolsó éveiben. A felekezet vezetője Budányi András lett. A baptizmus gyorsan elterjedt a szomszédos falvakban: Ipp, Szilágynagyfalu, Alsóvalkó, Szilágybagos.
1928-1929-ben tömegesen áttérnek a helyi reformátusok közül a baptistákhoz. Az átkeresztelkedők 80 %-a 40 év alatti volt. A fiatalokat a zene által tudták megnyerni maguknak. 
1905-1906-ban épült meg imaházuk. Ekkor alakult meg az első baptista énekkar Szilágyságban. A kórust Makkai József vezette.
	Az 1930-as évek végén, 1940-es évek elején az állam üldözőbe veszi a baptistákat. Arról is értesülünk, hogy 1938-ban három hónapra bezárták az imaházakat. 
	Az 1960-as évektől tömegvándorlás lép fel a baptisták körében, egyrészt a kollektivizálás és a jobb megélhetés miatt. 
1993-ban egy telket vásároltak a lelkészi lakás felépítésére. Négy év múlva bevezetik a villanyt és belső vakolást végeztek, majd 1998-ban a parókiális épület külső vakolása is elkészül. Ugyancsak ez évben egy melléképület készül a papi lakhoz. 
1988-ban 204 lelket számláltak, 2009-ben 160 (91 nő, 69 férfi) a gyülekezet lélekszáma. Énekkaruk 45 tagból áll, s van egy fúvós zenekaruk is. 
Jelenleg lélekszáma kb. 150 lehet. 
	Jelenleg a gyülekezet élén Párdi Félix, baptista prédikátor áll.

## Oktatás
A reformáció előtt egy Kémeri Miklós iskola mester bukkan fel Kémeren és végzi az oktatást a gyermekek között. 
A XVIII. század második felében Kémer jeles oktatója Dobai György, aki 1805-től nem tudta folytatni hivalalát. Hogy milyen okok álltak annak hátterében, hogy Dobai György az oktatói tevékenységét nem tudta tovább folytatni, a feljegyzések nem tesznek említést. 
Dobai György tanítói pályafutása alatt két préceptor tevékenykedett: Hénei Pál és Bányai József. Az előbbi a fiú iskolában, míg az utóbbi a lány iskolában tanított. Bányai József ellen panaszt emeltek, hiszen nem csupán fenyítette, hanem meg is verte a gyermekeket. A tanítót Szilágybagosra helyezték át. 
Bányai Józsefre helyét Tokos Jonatán töltötte be, aki kántori feladatokat is ellátott. 
1897-ben a felekezeti iskola állami iskolává alakult át. 
1970-71-ben beindult a 10 osztályos iskola. Az intézmény ekkorra 24 osztályt foglalt magába, a tanulók száma megközelítette a 600-at. Az iskola élére új igazgatót neveznek ki, Faluvégi Zoltán személyében (1971–1980).
A 80-as években fokozatos csökkenés állt be, már csak 336 tanuló van
bejegyezve. Az iskola élére kinevezték az első női igazgatót, János Irént, aki  igazgatói funkcióját 1988-ig töltötte be. Még rohamosabb csökkenés áll be a 89-es rendszerváltás után. Az 1991/92-es iskolai évben a két tagozaton összesen 161 tanuló szerepel, míg az 1995/96. iskolai évben már csak 146 tanuló látogatja az iskolát.
Az iskola igazgatója 1988-tól 1997-ig Lőrincz Margit. 
1997-2006-ig az iskola igazgatója Ropogh Béla. Őt követi Szabó Mónika. Jelenlegi igazgatója, Birta-Szabó Tamás-János, történelem és földrajz szakos tanár.

## Gazdasága
Kémeren az alábbi növényeket termesztették: gabonaféléket (alakor, rozs, köles, búza, zab, árpa, kukorica, burgonya (kolompír), stb.), ipari növényeket (kender, napraforgó), takarmánynövényeket (lóhere, lucerna, bükkönyfélék), gyümölcsöket (szilva, alma, cseresznye, meggy,körte, dió, őszi és kajszi barack, málna, ribizli).
A Bölöni birtokon termesztettek gesztenyét, keserű
mandulát és fügét. Bölöni Sándor és fia, György jó barátságot ápoltak Ady Endrével. A költő többször is megfordult Kémeren, s borozgatás közben több verset is írt a nagy diófa alatt, ahogy elmesélte az öreg Kémeri Ferenc, egykori vincellér.
Kémer híres volt szőlészetéről és borászatáról is, nagy kiterjedésű
területeken termesztettek szőlőt. Nevezetes szőlőhegyei: Rózsás, Sipos, Újhegy, Macskahegy, Hajnalhegy, Foglár, Kishegy. 
A szőlőhegyeken erdeit, rizlinget, saszlát, delavárt (piros, fehér), kadarkát, bakatort, hárslevelűt, oportót, fehérmézest termesztettek. 
A filoxéra elpusztította a gazdák szőlőit. Helyükbe magántermő szőlőket ültettek: noa, royal, elvira, otteló,resk. 
A szőlőt a környék piacain eladták. Volt, hogy a debreceni kereskedők is szőlőt és bort vásároltak, amit a gazdák ökör és lószekérrel szállítottak el. 
A gazdálkodás másik ágazata az állattenyésztés. 
A kémeriek a szarvasjószágot és a lovat tenyésztik. Juh, kecske tenyésztése nem volt jellemző.  Jelentős jövedelem származott a napos csirke neveléséből, a sertés és nyérc tenyésztéséből.
A földművelés, állattenyésztés mellett akadtak olyan mesteremberek,
akik munkájukkal segítették a gazdálkodókat: kovácsok, asztalosok,
kerékgyártók, kőművesek, ácsok, pintérek, stb.

## Hagyományai, szokásai
A szőlősgazda a lágy szemre kapálás után többször kijárt a hegyre, hogy megállapíthassa, mikor esedékes a szüret. Amikor úgy látja, hogy a szőlő puhaszemű, édes, füstössárga, eszi a darázs, a méh, vagy a seregély, elkezdhette a szüretet. Általában a szüret Szent Mihály napja után kezdődött és eltartott október végéig.
Szüretre főleg rokonokat és a szomszédokat hívták meg. Ha
sok volt a szőlő, napszámosokat is fogadtak, akiket pénzzel vagy terménnyel fizettek. A szüretelők a házigazdánál gyűltek össze, innen lószekérrel, ökörszekérrel vagy gyalogosan mentek fel a hegyre. Indulás előtt a gazda borral, kaláccsal kínálta a szedőket.
A szüretelők napi étrendje igen változatos volt.  Ebédre gúlyást készítettek birkahúsból. Utána kaláccsal (diós, mákos, almás, túrós) kínálták a szedőket.
Taposással  A vacsora tyúkhúsleves,töltöttkáposzta, kalács vagy frissen sütött fánk, csörege, utána borral öblítgettek. Ha túl sok volt a szedő, akkor kinn a hegyen,a pincegádorban lévő spóron történt a főzés. 
Taposással darálták le a szőlőt. Ma már morzsolóval morzsolják a szőlőt. 
A következőkben a temetkezési szokásokra térünk ki.  
A temetkezési szokások közé tartozott a siratás. Napjainkban nincs jelen ez a szokás.
A virrasztás is még a koronavírus beállta előtt hozzátartozott a temetkezési szokásokhoz. 
A virrasztás nem volt más mint a halott éjszakai őrzése. Lámpa vagy villany világított egész éjszaka abban a szobában, ahol a ravatal volt. Általában jelen volt a lelkész is.  Közben pálinkával és kaláccsal kinálgatták a jelenlevőket. 
A húshagyókeddi tűzgyújtás meghatározó szereppel bír a kémeri ember életében. Maga a szokás a tél lezárulását jelképezte.
A helyi lakosok kerékre szalmát kötöttek. Húshagyókedd estéjén kivitték a szalmát a legközelebbi dombra, ahol meggyújtották. Az égő kereket a lejtőn legurították, ezzel jelképezve a tél gyors távozását.

## Itt született
- a Habsburg örökösödési háború legendás huszárkapitánya, Szekrényessy Péter (1717–1783), akinek nemesi birtoka a szomszédos Kárásztelken feküdt.[2]
- 1790. október 24-én Tunyogi Csapó József jogtanár, a Magyar Tudományos Akadémia levelező tagja.
- Bölöni László ügyvéd, író 1847. augusztus 9-én
- Marosán Csaba, színész Kolozsvári Magyar Állami Színházban
- Meleg Vilmos színművész, aki jelenleg Nagyváradon él
- Szoboszlai Attila (1963-) fizikát és kémiát oktat Ippen (1986-1992). 1992-től a község polgármestere, majd a Kemsilvanum panzió és a Fort Silvan tulajdonosa

## Testvértelepülések
- Soponya Magyarország
- Szentpéterszeg Magyarország